# Золотухін Дмитро Юрійович
Золотýхін Дмитрó Ю́рійович (нар. 1981, Полтава) — ексзаступник міністра інформаційної політики України (2017—2019), експерт з питань інформаційних воєн та конкурентної розвідки. З 2003 року працював в органах національної безпеки України. У міністерстві відповідав за питання інформаційної безпеки, розбудови системи стратегічних комунікацій в Україні та реалізацію положень Доктрини інформаційної безпеки України, співавтором проєкту якої він був у період перебування у статусі радника міністра інформаційної політики на громадських засадах.
Засновник (2015), директор (до 2016) та експерт громадської організації «Інститут постінформаційного суспільства».

Автор онлайн-проєктів відеокурсу про пошук та верифікацію інформації в інтернеті «OSINT Academy» та «Біла книга спеціальних інформаційних операцій проти України 2014—2018» за підтримки Міністерства інформаційної політики України.

## Освіта
2003 — закінчив Національну академію СБУ, здобув кваліфікацію спеціаліста за напрямом «Правознавство».
2009 — закінчив Український університет фінансів та міжнародної торгівлі, здобув кваліфікацію магістра за спеціальністю «Менеджмент зовнішньоекономічної діяльності».

## Трудова діяльність
З 2003 року працював в органах[що це?] національної безпеки України. У 2009 заснував перший в Україні проєкт у сфері конкурентної розвідки «Razvedka.in.ua». Організував першу в Києві конференцію з питань конкурентної розвідки (19.03.2011) — RazvedkaCamp та першу конференцію з питань інформаційних війн (29.10.2011 р.) — RazvedkaCamp#2: InfoWars. З липня по грудень 2014 — консультант Інформаційно-аналітичного центру Ради національної безпеки і оборони України на волонтерських засадах з питань верифікації інформації, протидії фейкам та використання онлайн-засобів розслідувань, а також налагодження співробітництва з проєктами онлайн-розвідки Ukraine@War та Bellingcat.
З березня 2015 по березень 2017 — радник Міністра інформаційної політики України з питань інформаційної безпеки. З 18 березня 2015 — у складі Експертної ради при МІП (співавтор проєкту Доктрини інформаційної безпеки України). З серпня 2015 року — засновник та директор (до грудня 2016-го року) громадської неприбуткової організації «Інститут постінформаційного суспільства» та керівник освітнього проєкту OSINT Academy. З 1 березня 2017 — заступник Міністра інформаційної політики України Юрія Стеця.

## Проєкти

### «OSINT Academy»
«OSINT Academy» — всеукраїнський освітній проєкт з пошуку та обробки інформації. Під керівництвом Дмитра Золотухіна проєкт запустили 1 вересня 2016 року. Станом на 21 жовтня 2016 року понад 1000 учасників у 19 містах України безплатно відвідали офлайнові OSINT-тренінги. Проєкт також містить цикл відеоуроків «OSINT» (Open-source intelligence — розвідка на основі відкритих джерел). Проєкт містить близько 30 відео, пов'язаних із особливостями пошуку інформації.
|                                                 | Проект має на меті навчати всіх, хто працює з інформацією, швидко знаходити її там, де вона є доступною та достовірною, залучивши досвід подібних міжнародних проектів. Це дасть змогу громадянам не задумуватися, що ЗМІ їх дезінформують. Перевагою проекту є, що ми вчимо використовувати саме сучасні технології при пошуку інформації. |
| — Дмитро Золотухін, під час презентації проекту | |

У межах проєкту «OSINT Academy» також запустили Telegram-канал #ЧЕРГОВИЙПОКРАЇНІ та Facebook-сторінку UA Черговий. Проєкт присвячений поширенню оперативної аналітики щодо питань медіазагроз та інформаційних атак, змін та боротьби в російському політико-бізнесовому істеблішменті, втручань у виборчий процес, національної безпеки України в інформаційній сфері. У 2019 році до телеграм-каналу приєдналися сторонні автори для поширення інформації про інструменти маніпуляції інформаційним простором з метою втручання у політичний процес країни.

### Біла книга спеціальних інформаційних операцій проти України
Видання «Біла книга спеціальних інформаційних операцій проти України 2014—2018» — проєкт авторського колективу Міністерства інформаційної політики України під загальною редакцією Дмитра Золотухіна. Мета книги — ознайомити читача «з найпоширенішими в інформаційному просторі „серіалами“ російської пропаганди».
|                                                                                             | Багаторічне спостереження за тим, як російські спецслужби та політична еліта намагаються маніпулювати інформаційним простором, підказало нам порівняти цей процес зі створенням серіалів. |
| — Дмитро Золотухін, "Біла книга спеціальних інформаційних операцій проти України 2014-2018" | |

Книга містить 10 «серіалів» — 10 різних дезінформаційних наративів Російської Федерації щодо України:
1. «Кишеньковий ІДІЛ».
2. Злочини ЗСУ та Мінські домовленості.
3. Рейс MH-17 — від Карлоса — до російського «Бука».
4. Невидимі підрозділи західних країн в Україні.
5. Бій за ЄС.
6. Кримська інформаційна війна.
7. У пошуках української зброї.
8. Міжнародні суди та брехня Кремля.
9. Україна — «failed state».
10. Шизофренія окупанта: між Зоряном та Шкіряком.

|                                          | Суть російської пропаганди та головна її перевага — у повторюваності. Але в цьому і її слабкість. Бо насправді всі фейки можна розподілити за невеликою кількістю наративів — "серіалів". |
| — Дмитро Золотухін, інтерв`ю каналу UATV | |

Видання презентували12 лютого 2018 року у пресцентрі агентства «Укрінформ». Дмитро Золотухін наголосив, що «Біла книга» — хрестоматія тих випадків і спецоперацій, які фіксували упродовж останніх років.
|                                                 | Це не просто перелік певних епізодів, історій — це концепція бачення, яке ми пропонуємо нашим колегам і в освітній сфері, і в сфері журналістики, і в сфері державних органів: як дивитися на ситуацію, яка розгортається в інформаційному просторі. |
| — Дмитро Золотухін, під час презентації видання | |

Видання доступне в друкованому та електронному форматі. Станом на 12.02.2019 тираж книги — 1000 примірників.